# Дајмондвил (Вајоминг)
Дајмондвил (енгл. Diamondville) град је у америчкој савезној држави Вајоминг.

## Демографија
По попису из 2010. године број становника је 737, што је 21 (2,9%) становника више него 2000. године.
| Група             | 2000.       | 2010.       |
| Белци             | 670 (93,6%) | 649 (88,1%) |
| Афроамериканци    | 0 (0,0%)    | 1 (0,1%)    |
| Азијати           | 5 (0,7%)    | 3 (0,4%)    |
| Хиспаноамериканци | 33 (4,6%)   | 67 (9,1%)   |
| Укупно            | 716         | 737         |